# 1406 (canção)
"1406" é uma canção da banda brasileira de rock Mamonas Assassinas, sendo a primeira faixa do único álbum do grupo lançado em 1995.

## A canção
O nome "1406" faz alusão ao número de telefone (011) 1406, pertencente aos infomerciais do Grupo Imagem, exibidos na extinta Rede Manchete, que vendiam produtos ao estilo dos atuais comerciais da Polishop ou do canal de televendas Shoptime, da Globosat.
A canção também faz referência direta de forma satirizada, aos acessórios vendidos pelo telefone 1406 em:
| “ | Tudo que ela olha a desgraçada quer: /Televisão, microondas, micro system, microscópio / Limpa-vidro, limpa-chifre, facas Ginsu (...) Tudo que ela olha a desgraçada quer: /Ambervision, frigi-diet, celular, master-line / camisinha, camisola e kamikaze | ” |

| “ | Você não sabe como eu fico chateado / Ver meu cachorro babando / Por um carro importado | ” |

Há também uma referência à canção "Laika nóis laika (mas money que é good nóis não have)" da dupla de cantores brega Ponto & Vírgula.
Com relação à parte instrumental, a canção é caracterizada por um riff de baixo elétrico na introdução, que lembra bem as linhas de baixo utilizadas pelo baixista Flea do grupo Red Hot Chilli Peppers. De acordo com Rick Bonadio, o baixo foi gravado pelo guitarrista Bento Hinoto.
Em 1997, o grupo sueco de metal progressivo Pain of Salvation lançou a canção "People Passing By" no álbum Entropia, com uma impressionante semelhança com esta canção do Mamonas Assassinas, mas não foi considerado cover.

## Ficha técnica
- Dinho — vocal
- Bento Hinoto — guitarra, baixo, vocais de apoio
- Samuel Reoli —  vocais de apoio
- Sérgio Reoli — bateria, vocais de apoio
- Júlio Rasec —  vocais de apoio
- Rick Bonadio — produção, scratches e wah-wah